# Monk Dagelet
Pour les articles homonymes, voir Dagelet.
Monk Dagelet, né en 1997 aux Pays-Bas, est un acteur néerlandais.

## Carrière
Issu d'une famille d'artistes, il est le fils de l'acteur Hans Dagelet. Il est le demi-frère des actrices Dokus Dagelet, Tatum Dagelet. Il est le frère de l'actrice Charlie Chan Dagelet.

## Filmographie

### Cinéma et téléfilms
- 2010 : Verborgen verhalen (nl) : Jamal
- 2011 : Fontanel (court-métrage) : Koen
- 2014 : Une belle famille : Gio
- 2015 : Flikken Maastricht : Mark Meeuwsen
- 2016 : Horizon : Robin
- 2017 : Monk : Noa
- 2018 : Skam NL (nl) : Noah